# Nach Strich und Faden
Die Redewendung „nach Strich und Faden“ ist eine Qualitätsaussage und bedeutet, etwas gut, gründlich, nach allen Regeln (der Kunst) und vollständig tun bzw. getan zu haben. Heute wird sie meist in negativem Sinn gebraucht, z. B. nach Strich und Faden betrügen – jemanden völlig und mit allen Tricks hintergehen, oder auch jemanden nach Strich und Faden verprügeln.
Die Begriffe stammen aus dem Weberhandwerk: Strich steht für die Faserrichtung bei einem aufgerauten Gewebe (Tuch), Faden für den Fadenbruch oder gebrochenen Faden. Man prüfte nach dem Weben eines bestimmten gewobenen Stoffstücks oder -abschnitts, ob die Arbeit hinsichtlich des geforderten Webmusters – des Striches – korrekt (in Farbe, Muster, Festigkeit) ausgeführt worden ist und ob kein Fadenbruch vorliegt. Fiel diese „Prüfung nach Strich und Faden“, also nach Webart und auf Fadenbruch, positiv aus, war das gewebte Stück korrekt und gründlich hergestellt worden. Der Begriff fand während des 19. Jahrhunderts als Redewendung in die Sprache Eingang.